# Eycheil
Eycheil település Franciaországban, Ariège megyében. Lakosainak száma 530 fő (2022. január 1.). Eycheil Encourtiech, Lacourt, Moulis, Saint-Girons és Alos községekkel határos.

## Népesség
A település népességének változása:
| Lakosok száma | 604  | 554  | 543  | 520  | 579  | 563  | 550  | 546  | 540  | 530  |
|               | 1968 | 1982 | 1990 | 2006 | 2013 | 2015 | 2017 | 2019 | 2020 | 2022 |